# 関ケ原町立関ケ原北小学校
関ケ原町立関ケ原北小学校 （せきがはらちょうりつ　せきがはらきたしょうがっこう）は、かつて岐阜県不破郡関ケ原町に存在した公立小学校。廃校後の校舎を利用した関ケ原笹尾山交流館についても挙げる。

## 概要
- 関ケ原町の人口増加による小学校再編により開校。校区は玉小学校の校区と関ケ原小学校の校区の一部を引き継いだ。しかし少子高齢化による関ケ原町の人口減少により、2009年に関ケ原南小学校と統合。関ケ原小学校の新設により廃校。
- 2022年現在、校舎は位置的に笹尾山・石田三成陣跡東隣にあることから「関ケ原笹尾山交流館」として使用されている。

## 沿革
- 1978年（昭和53年）4月1日 - 関ケ原町立関ケ原北小学校として開校。
- 2009年（平成21年）
  - 3月7日 - 閉校式を行う[1]。
  - 3月31日 - 廃校。

## 関ケ原笹尾山交流館

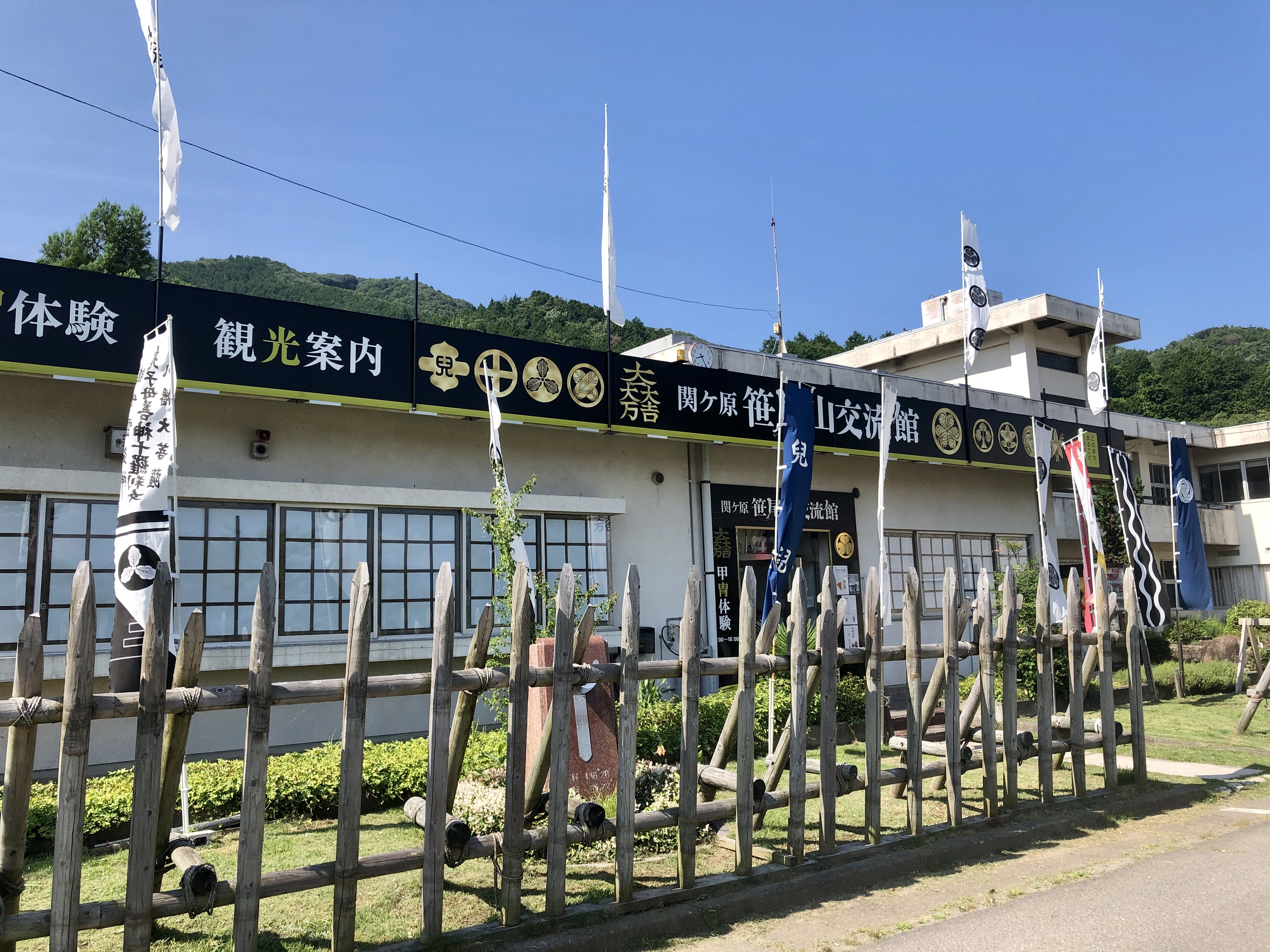
関ケ原笹尾山交流館

- 2015年（平成27年）3月に岐阜県と関ケ原町で策定された「関ケ原古戦場グランドデザイン」に基づき、旧関ケ原北小学校校舎を古戦場来訪者への便益施設として再利用することとなった[2]。2016年（平成28年）4月28日、関ケ原笹尾山交流館として開館[3][4]。
- 関ケ原町の公共施設の名称としては、旧関ケ原北小学校（笹尾山交流館）である[5]。
- 北小学校の校舎の一部（教室など）を改修した施設であり、観光案内所、カフェ、売店などがある。また、有料の甲冑体験が可能である。

### 利用案内
- 開館時間：10:00 - 16:00
- 休館日：火曜日（火曜日が祝日の場合はその翌日）、年末年始（12月29日 - 1月3日）　※12月1日から翌年2月末までは土・日・祝日のみ開館。
- 交通アクセス：
  - 自動車では、名神高速道路関ケ原ICより約5分
  - 公共交通機関では、JR東海道本線「関ケ原駅」下車、徒歩約20分